# کربن تغییر یافته
کربن تغییر یافته یک مجموعه تلویزیونی علمی–تخیلی است که توسط لائتا کالوگریدز (Laeta Kalogridis) بر اساس رمانی به همین نام از نویسندهٔ انگلیسی ریچارد مورگان (نوشته در سال ۲۰۰۲) ساخته شده‌است. فصل اول این مجموعه، شامل ده قسمت و برای اولین بار در تاریخ دوم فوریه ۲۰۱۸ توسط نت‌فلیکس به نمایش درآمده است و فصل دوم آن در تاریخ ۲ مارس ۲۰۲۰ در ۸ قسمت به نمایش درآمد است.

این مجموعه در کل نقدها و بازخوردهای مثبتی دریافت نموده‌است.

## خلاصه داستان
داستان این سریال حدود ۳۶۰ سال بعد در آینده اتفاق می‌افتد، و اکثر قسمت‌ها در سال ۲۳۴۸ م. در کلان‌شهری بنام بِی سیتی بوقوع می‌پیوندند. در آینده، خاطرات و آگاهی افراد، می‌تواند در یک دستگاه دیسکی شکل به نام "قشر بیرونی" (cortical stack) که بین مهره‌ها در پشتِ گردن قرار می‌گیرد، ذخیره شوند. این دستگاه‌های ذخیره‌سازی از طراحیِ بیگانگان و با مهندسی معکوس تولید شده‌اند. بدن‌های مصنوعی "آستین" (sleeve) نامیده می‌شوند و قشرِ بیرونی (دیسک آگاهی) را می‌توان بعد از مرگ به بدن جدید منتقل کرد، اما اگر دیسک نابود شود فرد کشته می‌شود. از لحاظ تئوری با مراقبت از این دیسک‌ها هرکسی می‌تواند برای همیشه زندگی کند ولی تنها ثروتمندترین افراد بنام "مث"ها -ریشه گرفته از متوشالح بخاطر طول عمر زیاد- به این امکان -زندگی جاوید- دسترسی دارند، که برای انجام آن از طریق کلون‌ها و بروزرسانی ذخیره‌سازیِ آگاهی‌شان در ماهواره‌ها بهره می‌برند.

تاکشی کواچ یک سرباز اجیر سیاسی-عملیاتی، تنها بازماندهٔ انووی‌ها است که یک گروهِ شورشی بودند و در یک قیام علیه نظم نوین جهانی شکست خوردند.
۲۵۰ سال بعد از اینکه انووی‌ها از بین رفتند، دیسکِ او توسط یک مث ۳۰۰ ساله بنام لورنس بنکرافت که یکی از ثروتمندترین مردان جهان است، در بدن یک افسر آماده پلیس به زندگی بازگردانده می‌شود. بنکرافت به کواچ این امکان را می‌دهد که در قبالِ حلِ مسئلهٔ قتل خودش –یعنی بنکرافت- بتواند زندگی جدیدی را رقم بزند و داستان بر همین پایه ادامه پیدا می‌کند ...

## بازیگران اصلی
- جوئل کینامن (فصل اول) و آنتونی مکی (فصل دوم) در نقش تاکشی کواچ: یک انووی (به معنی فرستاده سیاسی ولی در این سریال نام خاص است) سابق از یک گروه نخبگان شورشی که ۲۵۰ سال قبل شکست خورده‌اند. کینامن همچنین نقش الیاس ریکر، افسر پلیس و معشوق سابق اورتگا را نیز به تصویر می‌کشد، که در فصل اول، کواچ در بدن او ساکن است.[۱۳]
- جیمز پورفوی در نقش لاورنس بنکرافت (فصل اول): یکی از ثروتمندترین مردان زندهٔ روی زمین، که در یک آسمانخراش بالای ابرها و دور از دسترس افراد روزمره زندگی می‌کند. او یک فرد قدرتمند بیرحم است که می‌خواهد کنترل تمام اطرفیان خود را در دست بگیرد.[۱۴]
- مارتا هیگاردا در نقش کریستین اورتگا: یک ستوان باهوش و سر سخت در اداره پلیس بِی سیتی است که از یک خانواده پلیس مذهبی مکزیکی آمریکایی است.[۱۴]
- کریس کانر در نقش ادگار پو (فصل ۱ و ۲): یک هوش مصنوعی (AI) که شبیه ادگار آلن پو است و هتلی را اداره می‌کند که به عنوان پایگاه عملیاتی کواچ در بی سیتی فعالیت می‌کند.[۱۵][۱۶]
- دیکن لاکمن در نقش ریلین کاواهارا (فصل اول): خواهر کواچ، که کودکی خشن داشته و همزمان با تاکشی او نیز به یاران انووی می‌پیوندد و ظاهراً هنگام سقوط این قیام، هلاک می‌شود.[۱۴]
- آتو اساندو در نقش ورنون الیوت (فصل اول): یک تفنگدار دریایی پروتستان که همسرش در زندان بود و دخترش به قتل رسیده‌است.[۱۵]
- کریستین لمن در نقش میریام بنکروفت و نائومی بنکروفت (فصل اول): همسر لورنس که انگیزه‌های خاص خود را دارد.[۱۷] پیشینه او به عنوان رقصنده به او کمک کرد تا برای این نقش آماده شود.[۱۸]
- تریو ترن در نقش میستر لونگ/گوست واکر (فصل اول): یک قاتل و کارچاق کن است که برای کارفرمای مرموز خود موانع را می‌کُشد و مشکلات را حل می‌کند.[۱۹]
- رنی الیس گولدزبری در نقش کوئلکریست فالکونر (فصل ۱ و ۲): مغز متفکر و رهبر انووی‌ها. او هنگام سقوط این شورش کشته شد، اما در فلاش بک‌ها و توهمات کواچ ظاهر می‌شود.[۲۰]
- سیمون میسیک در نقش ترِپ (فصل دوم)[۱۶]
- دینا شهابی در نقش دیگ ۳۰۱ (فصل دوم)[۱۶]
- توربن لیبرکت در نقش سرهنگ ایوان کارِرا (فصل دوم)[۱۶]
- جیمز سایتو در نقش تاناسدا هیدکی (فصل دوم)[۱۶]
- للا لورن در نقش دانیسا هارلن (فصل دوم)[۲۱]

## قسمت‌ها

### فصل اول (۲۰۱۸)
| شم. در فصل | عنوان               | کارگردان       | نویسنده                          | تاریخ انتشار اصلی |
| ---------- | ------------------- | -------------- | -------------------------------- | ----------------- |
| ۱          | «از گذشته»          | میگل سپاچنیک   | لاتا کالوگریدز                   | ۲ فوریه ۲۰۱۸      |
| ۲          | «فرشته سقوط کرده»   | Nick Hurran    | Steve Blackman                   | ۲ فوریه ۲۰۱۸      |
| ۳          | «تنهایی در یک مکان» | Nick Hurran    | Brian Nelson                     | ۲ فوریه ۲۰۱۸      |
| ۴          | «نیروی شیطان»       | Nick Hurran    | Russel Friend & Garrett Lerner   | ۲ فوریه ۲۰۱۸      |
| ۵          | «مرد اشتباهی»       | Uta Briesewitz | Nevin Densham                    | ۲ فوریه ۲۰۱۸      |
| ۶          | «مردی با چهره من»   | الکس گریوز     | Steve Blackman                   | ۲ فوریه ۲۰۱۸      |
| ۷          | «نورا لنو»          | اندی گدارد     | Nevin Densham & Casey Fisher     | ۲ فوریه ۲۰۱۸      |
| ۸          | «برخورد با شب»      | Uta Briesewitz | Brian Nelson                     | ۲ فوریه ۲۰۱۸      |
| ۹          | «خشم در بهشت»       | Peter Hoar     | Russel Friend & Garrett Lerner   | ۲ فوریه ۲۰۱۸      |
| ۱۰         | «قاتل‌ها»            | Peter Hoar     | Laeta Kalogridis & Nevin Densham | ۲ فوریه ۲۰۱۸      |

### فصل دوم
فصل دوم شامل هشت قسمت است:
- "فرشتگان سقوط کرده" نوشتهٔ Alison Schapker & Elizabeth Padden
- "مرا دفن کنید" نوشتهٔ Adam Lash & Cori Uchida
- "آزمایش خطرناک" نوشتهٔ Nevin Densham
- "من از خواب بیدار می‌شوم" نوشتهٔ Cortney Norris
- "کوچه کابوس" نوشتهٔ Michael R. Perry
- "پرداخت معوق" نوشتهٔ Sarah Nicole Jones
- "بانوی فانتوم" نوشتهٔ Laeta Kalogridis
- "سایه یک شک" نوشتهٔ Sang Kyu Kim

## مضامین
رابط انسان و ماشین، هویت و تغییر جنسیت، فناوری و جامعه، فضای مجازی و واقعیت عینی، شهرنشینی اشباع شده که از برنامه‌ریزی شهری عبور کرده‌است، هوش مصنوعی، پارانویا
الگو:Short URL